# Толебийский сельский округ
Толебийский сельский округ ( каз. Төле би ауылдық округі ) - административная единица в составе Шуского район Жамбылской области Казахстана. Административный центр - аул Толе-би.
Население - 19287 человек ( 2009 ; 18028 в 1999 ).
Прежнее название аула Толе-би - Новотроицкое , к которому было присоединено село Тельман.
15 июня 2020 года в состав округа была включена территория Ондирисского сельского округа
площадью 16,09 км², кроме того в состав города Шу было выделено 2,53 км² территории округа  .

## Состав
В состав округа входят такие населенные пункты  :
| Населенный пункт     | Население, человек ( 1999 ) | Население, человек ( 2009 ) |
| -------------------- | --------------------------- | --------------------------- |
| Зверохозяйство, село | 168                         | 287                         |
| Толе-би, аул         | 17860                       | 19000                       |